# 네스린 톱카프
네스린 톱카프(튀르키예어: Nesrin Topkapı, 본명: 네스린 괴카야(Nesrin Gökkaya), 1951년 ~ )는 튀르키예의 벨리댄서이다. 튀르키예 라디오 텔레비전 공사(TRT)의 방송 화면에 등장한 최초의 벨리댄서이기도 하다.

## 생애
마니사주 악히사르에서 태어난 네스린 괴카야는 어린 나이에 어머니인 라비아 괴카야(Rabia Gökkaya)로부터 춤을 배웠으며 발레 연습도 받았다. 괴카야는 6세 시절에 아다나의 한 카지노에서 벨리댄서로 무대에 등장했다. 하지만 어린 나이 때문에 카지노에서 춤추는 것이 금지되었고 카지노 또한 폐쇄되었다.
네스린 괴카야는 15세 시절에 아버지를 잃었고 어려운 집안 형편으로 인해 여러 가지 일을 했다. 괴카야는 1968년에 런던으로 건너가면서 "네스린 톱카프"(Nesrin Topkapı)라는 이름을 가진 나이트클럽에서 벨리댄서로 활동하기 시작했고 6년 뒤에 튀르키예로 돌아왔다. 1974년에는 이스탄불에 위치한 막심 카지노에서 이란의 모하마드 레자 팔라비 국왕을 기리는 무대에 올랐다. 괴카야는 1970년대에 튈라이 카라자(Tülay Karaca), 세헤르 셰니즈(Seher Şeniz)와 같은 가장 인기 있는 튀르키예의 벨리댄서들 가운데 한 사람이 되었다.
네스린 톱카프는 튀르키예의 여러 카지노와 나이트클럽에서 벨리댄서로 활동했고 1980년에는 TRT의 신년전야 생방송 무대에서 춤을 선보였다. 또한 TRT에서 방송된 2차례의 신년전야 공연에도 참여했다. 톱카프는 TRT의 1984년 신년전야 생방송에서 여러 명의 벨리댄서들과 함께 춤추는 것을 거절했다. 톱카프는 무용가 활동을 마친 다음에 하디세, 세르타브 에레네르, 누르귈 예실차이, 닐 카라이브라힘길과 같이 무대에서 공연하는 연예인들에게 벨리댄스를 가르쳤다.